# L'Anniversaire (film, 2005)
Pour les articles homonymes, voir L'Anniversaire.
Pour plus de détails, voir Fiche technique et Distribution.
L'Anniversaire est un film français réalisé par Diane Kurys, sorti en 2005.

## Synopsis
Raphaël est un magnat de la télé-réalité, l'un des meilleurs en Europe. 
Un jour, il reçoit à son bureau un tapuscrit qui raconte sa jeunesse et celle de ses copains, au temps où ils avaient créé leur radio libre : « Radio NRV ».
L'auteur révèle également une trahison de Raphaël sur ses copains un fameux 12 février.
En fait, ce document a été écrit par le frère de Raphaël, Alberto, avec qui il est fâché depuis de nombreuses années.
Raphaël décide alors de faire publier le livre et, dans le même temps, fait inviter tous ses anciens copains pour fêter ses 45 ans dans une très grande villa à Marrakech.
Parmi les invités se trouve son frère, qui ne sait pas qu'il est l'éditeur de son livre.

## Fiche technique
- Titre : L'anniversaire
- Réalisation : Diane Kurys
- Scénario : Diane Kurys et Daniel Saint-Hamont
- Pays de production :  France
- Genre  : comédie
- Illustration de l'affiche : Floc'h
- Durée : 100 minutes

## Distribution
- Lambert Wilson : Raphaël
- Michèle Laroque : Élisabeth
- Jean-Hugues Anglade : Alberto
- Pierre Palmade : Jacques Leroy
- Antoine Duléry : Charlie
- Isabella Ferrari : Gabriella
- Zoé Félix : Fred
- Florence Thomassin : Jenny
- Fabio Sartor : Giovanni
- Philippe Bas : Jean-Louis
- Jean-Claude de Goros : Max
- Marianne Guillerand : Marianne
- Axelle Abbadie : Florence
- Mohamed Nadif : Kader
- Daniel Saint-Hamont : Dalier
- Ségolène Bonnet : Réceptionniste hôtel
- Tulika Dubois : Betty
- Lucciana de Vogüe
- Tulika Srivastava

## Autour du film
Le scénario du film coécrit et réalisé par Diane Kurys n'est pas sans rappeler l'aventure de la station de radio parisienne Radio Ivre comme relaté lors d'un journal télévisé sur France 3, le 21 septembre 2005.